# Antonio Di Natale
Antonio Di Natale (Napulj, 13. listopada 1977.) je talijanski bivši nogometaš koji najduže igrao za Udinese i bivši je talijanski nogometni reprezentativac.